# ويليام كرومبتون (مهندس)
ويليام كرومبتون (بالإنجليزية: William Crompton)‏ هو مهندس أمريكي، ولد في 10 سبتمبر 1806، وتوفي في 1 مايو 1891 في Windsor, Connecticut ‏ في الولايات المتحدة.

## وصلات خارجية
- ويليام كرومبتون على موقع الموسوعة البريطانية (الإنجليزية)